# Геликтит

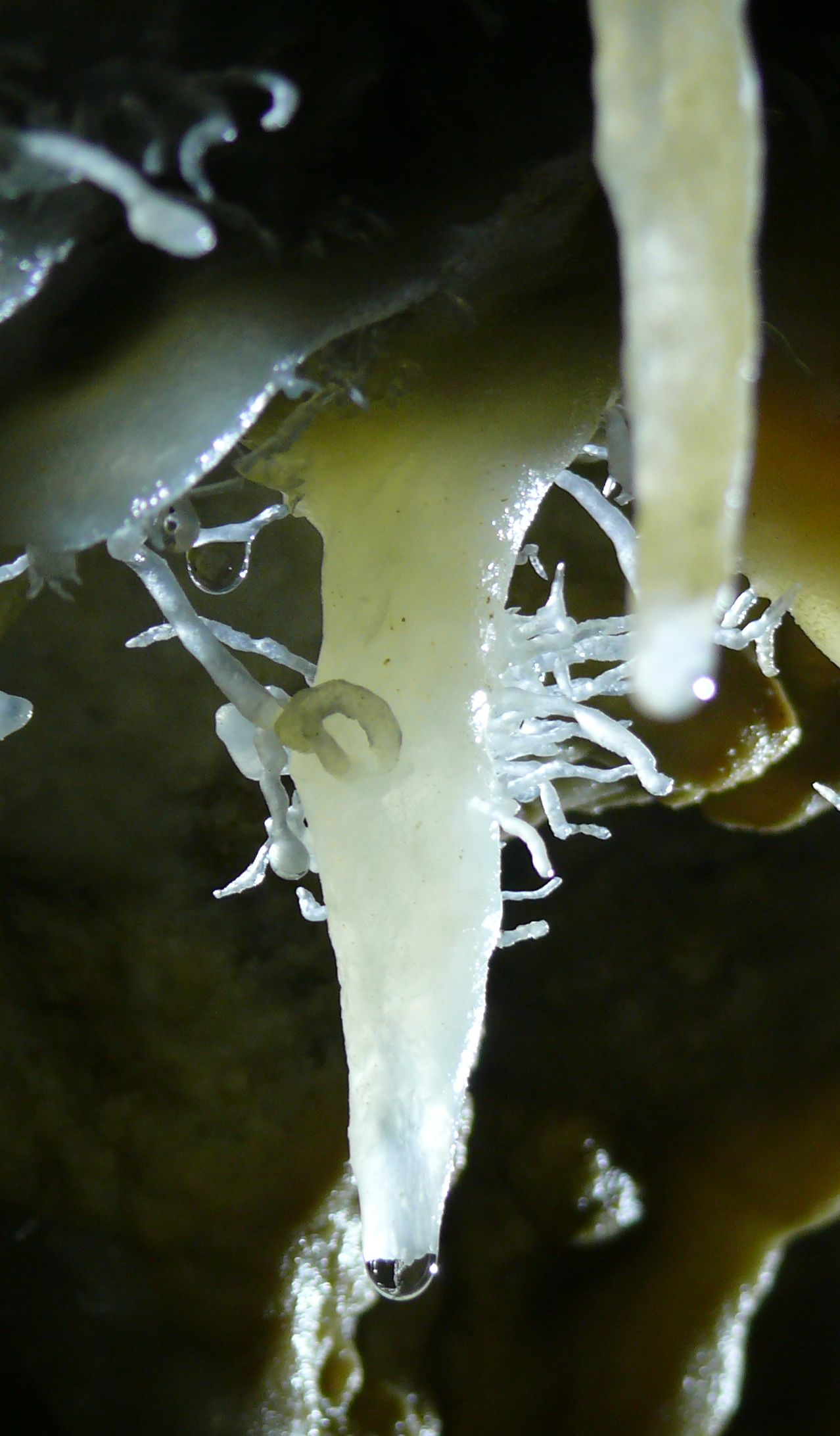
Геликтиты

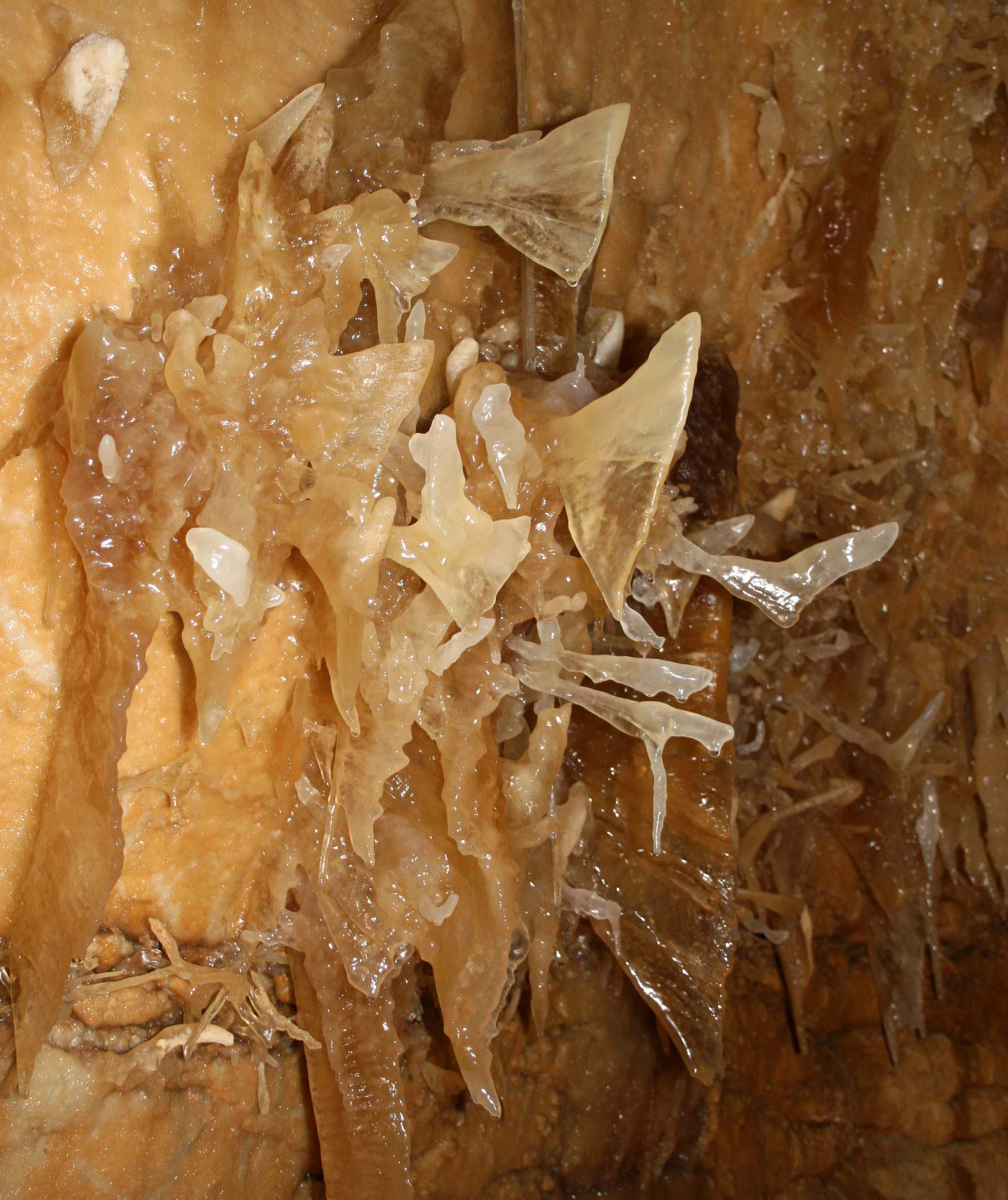
Геликтиты в форме «рыбий хвост» в пещере Sonora, Техас

Геликтиты (от греч. ηλικιτός — «извивающийся») — морфологическая разновидность кальцита и арагонита в карстовых пещерах, представленная в виде вытянутых каменных «палочек», растущих в произвольных направлениях, причудливо изгибающихся и ветвящихся. 
Как показано В. А. Слётовым, геликтиты состоят из нескольких тесно сросшихся кристаллов или кристаллических пучков, внутри которых имеется тонкий внутренний капиллярный канал-желобок, по которому поступает питающий раствор от основания геликтита к его кончику, т. е. рост образования происходит под действием капиллярных сил и потому, в отличие от других пещерных натёков, не зависит от направления действия силы тяжести. 
Наряду с этим, по наблюдениям В. А. Мальцева, направление роста групп геликтитов может зависеть от направления пещерного ветра в продуваемых пещерных системах. В. А. Мальцевым описан теоретический механизм вытягивания питающего раствора на поверхность геликтита под действием капиллярных сил. Стоит геликтиту начать расти — и дальше создаваемая им капиллярность сама будет подсасывать воду с поверхности в канал.
В карстовых пещерах есть также несколько десятков типов натёчных образований, похожих внешне на геликтиты, но чрезвычайно различной структуры и с разными механизмами роста.